# Bulwar Nadwarciański w Koninie
Bulwar Nadwarciański – nadrzeczny bulwar w Koninie, ciągnący się na południowym brzegu Warty, w pobliżu Starego Rynku. Jego długość to 970 m.

## Opis
Przy bulwarze znajdują się tarasy widokowe, dwa amfiteatry, przystań pasażerska, marina rzeczna, ścieżki dolne i górne oraz łąka rekreacyjna z oczkiem wodnym i dwoma kładkami.
Bulwar leży na odcinku Warty należącym do Wielkiej Pętli Wielkopolski.

## Historia
Bulwar został otwarty 30 lipca 2011. Kosztował blisko 14 mln zł.